# سازگاری عمیق
سازگاری عمیق یک مفهوم، دستور کار و جنبش اجتماعی بین‌المللی است. این مفهوم فرض می‌کند که رویدادهای شدید آب و هوایی و سایر اثرات تغییرات اقلیمی به‌طور فزاینده‌ای خوراک، آب، خانمان، برق و سیستم‌های اجتماعی و دولتی را مختل می‌کند. این اختلالات احتمالاً یا ناگزیر باعث فروپاشی ناهموار اجتماعی در چند دهه آینده خواهند شد. کلمه «عمیق» نشان می‌دهد که برای سازگاری با فروپاشی سبک زندگی صنعتی، به دنبال کاربردهای قبلی مانند بوم‌شناسی عمیق، اقدامات قوی لازم است. این دستور کار شامل ارزش‌های پرهیز از خشونت، شفقت، کنجکاوی و احترام، با چارچوبی برای اقدام سازنده است.

## مبدأ
مفهوم سازگاری عمیق در مقاله سال ۲۰۱۸ با عنوان «سازگاری عمیق: نقشه‌ای برای پیمایش تراژدی اقلیمی» توسط جم بندل، استاد رهبری پایداری دانشگاه کامبریا، معرفی شد. این مقاله به مجله حسابداری، مدیریت و سیاست پایداری ارسال شد، اما داوران درخواست اصلاحات اساسی کردند. بندل سپس تصمیم گرفت از طریق مؤسسه رهبری و پایداری در دانشگاه کامبریا، خود آن را منتشر کند. بندل در این مقاله اظهار داشت که فروپاشی اجتماعی در کوتاه‌مدت به دلیل اختلال در آب و هوا اجتناب‌ناپذیر است. او از آن زمان این نظر را به عنوان یک نظر، نه یک واقعیت، در نسخه دوم مقاله در سال ۲۰۲۰ ارائه کرده است. مقاله اصلی خطاب به جامعه پایداری شرکتی و دانشگاهی بود، اما خوانندگان عمومی زیادی پیدا کرد و تا نوامبر ۲۰۱۹ بیش از ۶۰۰۰۰۰ بار دانلود شد. این مقاله به زبان‌های مختلفی ترجمه شده است.

### محتوای مقاله اصلی

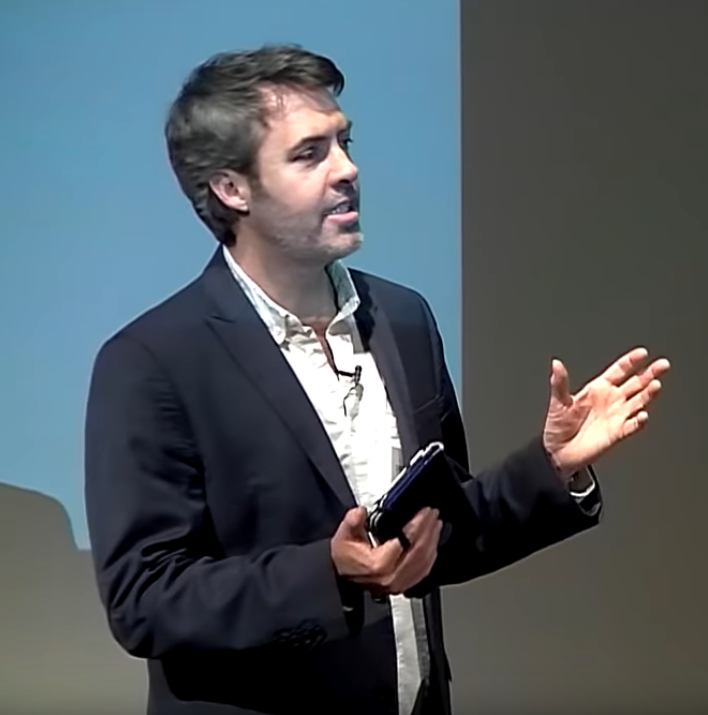
جم بندل، ۲۰۱۹

بندل در مقاله سال ۲۰۱۸ خود ادعا کرد که «فروپاشی اجتماعی نزدیک» (که بعداً آن را فروپاشی اجتماعی نامید) به دلیل تغییرات اقلیمی اجتناب‌ناپذیر است. او رویه معمول کسب و کار در دولت، صنعت و دانشگاه را به چالش کشید و «پایان این ایده را اعلام کرد که ما می‌توانیم تغییرات اقلیمی را حل کنیم یا با آن کنار بیاییم.» او تحقیقات علمی در مورد تغییرات اقلیمی را بررسی کرد و اظهار داشت که بر نتایج منتشر نشده اخیر و عواملی مانند نقاط اوج تأکید دارد. از نظر او، این موارد پیش‌بینی‌های منتشر شده در مورد آسیب‌های اقلیمی را بیش از حد محافظه‌کارانه جلوه می‌دهند.
بندل سپس انواع انکاری را مطرح کرد که مانع از مواجهه مردم با احتمال فروپاشی می‌شود. او تجربه خود را از کنار آمدن عاطفی و وجودی با ایده فروپاشی در طول زندگی‌اش به اشتراک گذاشت. لحن مقاله شخصی بود، و به عنوان خودمردم‌نگاری توصیف شده است. او با طنز تلخی خاطرنشان کرد که نتیجه‌گیری‌هایش، رشته تخصصی دانشگاهی او، پایداری، را غیرقابل اجرا می‌کند. در نهایت، او دانشگاهیان و سیاست‌گذاران را به چالش کشید تا به یک «دستور کار سازگاری عمیق» برای پاسخ به تغییرات اقلیمی روی آورند. او چارچوبی برای این دستور کار ارائه داد که با سه رویکرد مشخص می‌شود: تاب‌آوری، «هنجارها و رفتارهای ارزشمندی که جوامع بشری در تلاش برای بقا مایل به حفظ آنها هستند، کدامند؟»؛ چشم‌پوشی، «رها کردن برخی دارایی‌ها، رفتارها و باورها، در حالی که حفظ آنها می‌تواند اوضاع را بدتر کند»؛ و ترمیم، «کشف مجدد نگرش‌ها و رویکردهایی به زندگی و سازمانی که تمدن سوخت هیدروکربنی ما آنها را فرسوده کرده است.

### ظهور یک جنبش گسترده‌تر
مقاله بندل اصطلاح «سازگاری عمیق» را رواج داد و ظهور جوامع آنلاین مرتبط با آن را تسریع کرد. بی‌بی‌سی می‌گوید که این مقاله «باعث ایجاد یک جنبش جهانی با هزاران دنبال‌کننده» شد که مایلند «سبک زندگی خود را برای مقابله با شرایط سخت تطبیق دهند» از طریق اصول سازگاری عمیق. جان هامفریز، مجری بی‌بی‌سی، خاطرنشان می‌کند که این مقاله بر بنیانگذاران شورش انقراض تأثیر گذاشته است.
در مارس ۲۰۱۹، بندل و همکارانش انجمن سازگاری عمیق را «برای افرادی که به دنبال ایجاد جوامع حمایتی برای مواجهه با واقعیت بحران آب و هوا هستند» راه‌اندازی کردند. وب‌سایت این گروه اصول راهنما از جمله شفقت، کنجکاوی و احترام و موضع عدم خشونت را فهرست می‌کند. هدف اعلام شده آن «تجسم و فعال کردن پاسخ‌های محبت‌آمیز به مخمصه ماست، به طوری که رنج را کاهش دهیم و در عین حال جامعه و جهان طبیعی بیشتری را نجات دهیم.»
نیویورک تایمز گزارش داد که یک گروه فیسبوکی با عنوان «سازگاری عمیق مثبت» (که از آن زمان به «سازگاری عمیق» تغییر نام داده است) تا مارس ۲۰۲۰ نزدیک به ۱۰٬۰۰۰ عضو داشت و فعال‌ترین سایت برای جامعهٔ «سازگاری عمیق» بود، در حالی که ۳۰۰۰ نفر در انجمن رسمی «سازگاری عمیق» شرکت داشتند. یک گروه لینکدین با عنوان «سازگاری عمیق» شامل اساتید، دانشمندان دولتی و سرمایه‌گذاران است.

## تأثیر
سازگاری عمیق و چارچوب آن شامل تاب‌آوری، چشم‌پوشی، بازسازی و آشتی برای کاهش آسیب‌های ناشی از تخریب اقلیمی و زیست‌محیطی، برای رویکردهای عملی متنوعی در زمینه سازگاری اقلیمی پیشنهاد شده است. حوزه‌هایی که سازگاری عمیق در آنها مورد بحث قرار گرفته است شامل اقتصاد دریایی است.

## توسعه مفهوم و دستور کار سازگاری عمیق
بندل در سال ۲۰۱۹ یک چهارم، یعنی تطبیق، را به چارچوب سازگاری عمیق اضافه کرد
- تاب‌آوری: برای چه چیزی بیش از همه ارزش قائلیم و می‌خواهیم آن را حفظ کنیم، و چگونه؟
- رها کردن: برای اینکه اوضاع بدتر نشود، باید از چه چیزهایی دست بکشیم؟
- بازسازی: چه چیزی را می‌توانیم برگردانیم تا در این دوران سخت به ما کمک کند؟
- آشتی: با چه چیزی و با چه کسی باید صلح کنیم، همچنان که به میرایی متقابل خود آگاه می‌شویم؟[۲۸]